# Nauborn
Nauborn is een plaats in de Duitse gemeente Wetzlar, deelstaat Hessen, en telt 3718 inwoners (31.12.2007).